# Nassarius elegantissimus
Nassarius elegantissimus is een slakkensoort uit de familie van de Nassariidae. De wetenschappelijke naam van de soort is voor het eerst geldig gepubliceerd in 1969 door Shuto.